# Krzysztof Ostorodt
Krzysztof Ostorodt (ur. ok. 1560 w Goslarze, zm. w 1611 w Gdańsku) – duchowny braci polskich.
W 1598 roku został wysłany (podobnie jak Andrzej Wojdowski) jako misjonarz do Holandii. W Lejdzie swą działalnością obaj misjonarze wywołali wiele kontrowersji, jednak ich misja zakończyła się sukcesem w postaci nawróceniu wielu studentów uniwersytetu w Lejdzie na unitarianizm. Wśród nawróconych był Ernst Soner. W 1601 roku Ostorodt uczestniczył w synodzie ministrów braci polskich w Rakowie. Zmarł w 1611 roku w Gdańsku gdzie pełnił funkcję ministra gminy socyniańskiej.